# Bárbara (película de 1980)
Bárbara es una película de Argentina filmada en Eastmancolor dirigida por Gino Landi sobre el guion de Massimo Franciosa que se estrenó el 12 de junio de 1980 y que tuvo como actores principales a Raffaella Carrá, Jorge Martínez, Edda Díaz e Irma Córdoba. También fue exhibida con el título alternativo de  Déjame con amor.

## Sinopsis
Un misterioso príncipe (Jorge Martínez) corteja a una cantante famosa (Rafaella Carrá).

## Reparto
- Raffaella Carrá ... Bárbara
- Jorge Martínez ... Mauro / Príncipe Mauricio Karagorggevich
- Charly Diez Gómez ... Alonso Medina
- Edda Díaz ... Betty
- Irma Córdoba ... Princesa Karagorggevich
- Juan Manuel Tenuta ... Comisario
- Rubén Szuchmacher
- Cacho Bustamante
- Jacques Arndt
- Nino Udine
- Olkar Ramírez
- Andrés Barragán
- Teresa González Fernández
- César Dozzo
- Pampi Basso

## Comentarios
Raúl Álvarez Pontiroli en Convicción escribió:

«Nadie olvide que esto es nivel internacional.»

Armando M. Rapallo en Clarín dijo:

«Una comedia musical de buen nivel de producción.»

Manrupe y Portela escriben:

«En los comienzos de la televisión en color argentina, Raffaela Carrá tuvo un éxito digno de análisis. Esta película puede servir para ver los motivos, pero no para entenderlos.»

El suplemento Radar de Página/12 consideró en 2006: 

«Dejando de lado su atractivo como objeto kitsch, esta comedia musical protagonizada por Raffaella Carrá es emblemática del carácter caótico de las políticas culturales de la época. Aquí, la mujer lleva adelante la acción (impagable la escena en que Carrá desbarata a golpes de karate a una banda de maleantes ante la pasividad del galán), se ridiculiza a paramilitares y policías por igual y la inusitada moraleja es que el interés personal (en este caso romántico, desde luego) no debe subordinarse al bien del Estado. Una rareza total y absoluta.»